# SUMMER TIME GONE
「SUMMER TIME GONE」（サマー・タイム・ゴーン）は、倉木麻衣の楽曲。彼女の34枚目のシングルとして2010年8月31日にNORTHERN MUSICから発売された。

## 解説
本作は水曜日ではなく火曜日のリリースとなった。
前作「永遠より ながく／Drive me crazy」より約5か月ぶりのリリース。初回限定盤（CD＋DVD）と通常盤（CDのみ）の2形態に加え、公式ファンクラブとビーイングの音楽サイト「Musing」限定販売の「Musing&FC盤」が発売された。3形態全てジャケット写真が異なる。
初回限定盤のDVDには、本人出演のKOSE「エスプリーク プレシャス」のCMやインタビュー映像などを収録。「Musing&FC盤」は、LPサイズパッケージ仕様で、「SUMMER TIME GONE」PVフル視聴ができるパスワードが封入された。なお、「SUMMER TIME GONE」のPVは、「Musing&FC盤」購入者のみに公開され、一般公開はされていない。CMやテレビの音楽番組では、ジャケット写真を用いたサビ部分のみの映像が流されていた。

## 収録曲
1. SUMMER TIME GONE [4:18]
  - 作詞：倉木麻衣 / 作曲:大野愛果 / 編曲：葉山たけし

KOSE『エスプリーク プレシャス』CMソング
読売テレビ・日本テレビ系アニメ『名探偵コナン』オープニングテーマ
千葉テレビ系『MUSIC FOCUS』8月度エンディングテーマ
2. anywhere [5:03]
  - 作詞：倉木麻衣 / 作曲・編曲：Jon Carin・Perry Geyer

航空100年 イメージソング
3. SUMMER TIME GONE -Instrumental- [4:17]

### DVD（初回限定盤のみ）
- Mai Kuraki × KOSE Special Movie

## プロモーション活動

### テレビ出演
- MUSIC STATION（2010年9月3日放送、テレビ朝日）
- ハッピーMusic（2010年9月3日放送、日本テレビ）
- COUNT DOWN TV（2010年9月4日放送、TBS）
- MUSIC JAPAN（2010年9月5日放送、NHK）

※地上波・音楽番組のみ

### リリースイベント
- ミニライブ&ミニトークイベント（2010年8月30日、東京・池袋サンシャインシティ）
- ミニライブ&touch会（2010年9月4日、大阪・千里中央セルシー広場）
- ミニライブ&touch会（2010年9月5日、東京ドームシティ・ラクーアガーデンステージ）

いずれも、「ローズクォーツ&ジャケットデザインステッカー」が配布された。

## 収録アルバム
SUMMER TIME GONE
- FUTURE KISS
- THE BEST OF DETECTIVE CONAN 4 〜名探偵コナン テーマ曲集4〜
- 倉木麻衣×名探偵コナン COLLABORATION BEST 21 -真実はいつも歌にある!-

anywhere
- FUTURE KISS